# Copa Mundial de Fútbol Americano de 2025
La Copa Mundial de Fútbol Americano de 2025 será la sexta edición que se realiza desde 1999 organizada por la Federación Internacional de Fútbol Americano. El torneo tendrá su sede en Alemania.
Esta será la segunda vez que la Copa del Mundo de la IFAF se disputará en el país de Alemania tras la Copa Mundial de Fútbol Americano de 2003.
La Federación Internacional de Fútbol Americano optó por la candidatura de Alemania para evitar la cancelación del Campeonato Mundial Senior en 2023 que sería organizado originalmente en Wollongong, Nueva Gales del Sur, Australia.

## Sedes
El 13 de julio de 2018, la Federación Internacional de Fútbol Americano anuncia a Australia como la organizadora de la sexta edición del torneo. Ante los problemas para conseguir el presupuesto necesario para realizar el Mundial el torneo fue pospuesto y Australia optó por declinar la sede.
El 10 de diciembre de 2021, la Federación Internacional de Fútbol Americano anunció a Alemania como la nueva sede del Mundial.
El 9 de octubre de 2022, la Federación Internacional de Fútbol Americano decidió posponer el torneo a 2025.

## Formato de competición
Los 8 equipos que participan en la fase final se dividen en 2 grupos de 4 equipos cada uno. Los grupos se juegan por el sistema de todos contra todos, a una sola rueda. De esta manera, cada equipo disputa tres partidos en la fase de grupos.

## Clasificación
| Confederación | Evento de clasificación                  | Fecha                   | Lugar          | Vacantes | Clasificados   |
| ------------- | ---------------------------------------- | ----------------------- | -------------- | -------- | -------------- |
| Europa        | Organizador                              | 10 de diciembre de 2021 |                | 1        | Alemania       |
| América       | Copa Mundial de Fútbol Americano de 2011 | 18 de julio de 2015     | Estados Unidos | 1        | Estados Unidos |
| América       | Clasificación de América                 |                         |                | 1        |                |
| Asia          | Representante de Asia                    |                         |                | 1        |                |
| África        | Representante de África                  |                         |                | 1        |                |
| Europa        | Clasificación de Europa                  | 7 de agosto de 2021     | Italia         | 2        | Italia         |
| Europa        | Clasificación de Europa                  | 7 de agosto de 2021     | Finlandia      | 2        | Suecia         |
| Oceanía       | Representante de Oceanía                 |                         |                | 1        | Australia      |
| Total         |                                          |                         |                | 8        |                |

### Clasificación de Europa
Los equipos de Europa tienen su entrada al mundial participando en el Campeonato de Europa de Fútbol Americano de 2020. Donde el campeón y subcampeón del torneo consiguen su clasificación al mundial.

#### Italia vs Francia
Italia consiguió entrar al mundial al ser campeón del campeonato europeo venciendo a sus similar de Suecia en el juego de campeonato. Sin embargo consiguió clasificar al vencer a su similar de Francia en la semifinal del campeonato por 35-0 donde la selección francesa perdió por default al no poder presentarse al juego debido a presentar varios jugadores infectados por la enfermedad del coronavirus.
| Francia @Italia | 1 | 2 | 3 | 4 | T  |
| --------------- | - | - | - | - | -- |
| Italia          | 0 | 0 | 0 | 0 | 35 |
| Francia         | 0 | 0 | 0 | 0 | 0  |

#### Finlandia vs Suecia
Suecia consiguió entrar al mundial al ser campeón del campeonato europeo al perder contra su similar de Italia en el juego de campeonato. Sin embargo consiguió clasificar al vencer a su similar de Finlandia en la semifinal del campeonato por 14-22.
| Suecia @Finlandia | 1  | 2 | 3 | 4  | T  |
| ----------------- | -- | - | - | -- | -- |
| Finlandia         | 14 | 0 | 0 | 0  | 14 |
| Suecia            | 0  | 9 | 0 | 13 | 22 |